# 아르메니아 속주

로마 제국 포함 당시의 아르메니아 속주

프로빈키아 아르메니아(라틴어: Provincia Armenia)는 현재의 아르메니아와 터키, 조지아, 아제르바이잔 지방을 일컫는 고대의 지방 이름이다.
기원후 114년경 로마-파르티아 전쟁 이후 트라야누스가 정복했고, 로마의 속주가 되었다. 이 곳은 118년 하드리아누스 즉위 후 스스로 포기하면서 폐지된다. 주도는 아르탁사타이다.

## 같이 보기
- 대아르메니아 왕국
- 캅카스 알바니아